# Yuanyang
El yuanyang (per la seva pronunciació en mandarí), yuenyeung (per la seva pronunciació en cantonès), yinyeung o yinyong (xinès tradicional: 鴛鴦, xinès simplificat: 鸳鸯, pinyin: yuānyāng) és una beguda elaborada barrejant cafè amb te. Es va originar a Hong Kong, on continua essent popular.
El mètode exacte per crear el yuenyeung varia segons el venedor i la regió, però generalment consisteix en cafè filtrat i te negre amb sucre i llet. Segons el Departament de Serveis Culturals i d'Oci de Hong Kong, la barreja és de tres parts de cafè i set parts de te amb llet a l'estil de Hong Kong. Es pot servir calent o fred.
Originàriament es servia als dai pai dongs (llocs de menjar al carrer) i als cha chaan tengs (cafeteries), però ara es troba en diversos tipus de restaurants.

## Història
El nom yuenyeung, que fa referència als ànecs mandarins (yuanyang) perquè són un símbol de l'amor conjugal a la cultura xinesa, ja que els ocells solen aparèixer per parelles i el mascle i la femella es veuen molt diferents. Aquesta mateixa connotació de dos elements diferents s'utilitza per anomenar aquesta beguda.
Un restaurant d'estil dai pai dong de Hong Kong anomenat Lan Fong Yuen (蘭芳園) afirma que tant el yuenyeung com el te amb llet a l'estil de Hong Kong van ser inventats el 1952 pel seu propietari, el Sr. Lam. Tot i que l'afirmació pel yuenyeung no s'ha verificat, la seva reclamació per al te hongkonguès va ser admesa pel Consell Legislatiu d'Hong Kong.
L'estiu de 2010, les botigues Starbucks de Hong Kong i Macau van promocionar una versió frappuccino de la beguda. Es va comercialitzar com a Yuen Yeung Frappuccino Blended Cream.